# Damjan Šiškovski
Damjan Šiškovski (en macedonio: Дамјан Шишковски; Skopie, 18 de marzo de 1995) es un futbolista macedonio que juega en la demarcación de portero para el F. C. Ararat-Armenia de la Liga Premier de Armenia.

## Selección nacional
Tras jugar con la selección de fútbol sub-17 de Macedonia del Norte, la sub-19 y la sub-21, finalmente debutó con la selección absoluta el 5 de septiembre de 2020. Lo hizo en un partido de la Liga de las Naciones de la UEFA contra Armenia que finalizó con un resultado de 2-1 a favor del combinado macedonio tras los goles de Ezgjan Alioski y Ilija Nestorovski para Macedonia del Norte, y de Tigran Barseghyan para Armenia.

## Clubes
| Club                    | País                | Año       | Partidos | Goles |
| ----------------------- | ------------------- | --------- | -------- | ----- |
| F. K. Rabotnički        | Macedonia del Norte | 2010-2014 | 35       | 0     |
| K. A. A. Gante (cedido) | Bélgica             | 2015      | 0        | 0     |
| F. K. Rabotnički        | Macedonia del Norte | 2015-2018 | 60       | 0     |
| FC Lahti                | Finlandia           | 2018      | 20       | 0     |
| Rovaniemen Palloseura   | Finlandia           | 2018-2019 | 11       | 0     |
| F. K. Rabotnički        | Macedonia del Norte | 2019-2020 | 23       | 0     |
| Doxa Katokopias F. C.   | Chipre              | 2020-2024 | 120      | 0     |
| F. C. Ararat-Armenia    | Armenia             | 2024-     | 9        | 0     |

## Palmarés

### Campeonatos nacionales
| Título                                  | Club                 | País                | Año  |
| --------------------------------------- | -------------------- | ------------------- | ---- |
| Primera División de Macedonia del Norte | F. K. Rabotnički     | Macedonia del Norte | 2014 |
| Copa de Macedonia                       | F. K. Rabotnički     | Macedonia del Norte | 2014 |
| Copa de Macedonia                       | F. K. Rabotnički     | Macedonia del Norte | 2015 |
| Copa de Armenia                         | F. C. Ararat-Armenia | Armenia             | 2024 |